# Ernst Kemmeter
Ernst Kemmeter (* 21. Oktober 1898 in Schweinfurt; † 4. Mai 1981 in Kitzingen) war ein deutscher Gymnasiallehrer, Germanist und Regionalhistoriker. Kemmeter leitete von 1959 bis zu seinem Tod das Stadtarchiv Kitzingen und ab 1963 außerdem noch das Städtische Museum Kitzingens. 

## Leben
Ernst Kemmeter wurde am 21. Oktober 1898 in Schweinfurt geboren, das damals kreisunmittelbare Stadt im bayerischen Regierungsbezirk Unterfranken und Aschaffenburg war. Kemmeter legte sein Abitur am Humanistischen Gymnasium der Stadt, dem heutigen Celtis-Gymnasium ab. Seit 1912 war er in der Wandervogelbewegung engagiert. Anschließend nahm er als Soldat des Deutschen Heeres am Ersten Weltkrieg teil. Nach seiner Rückkehr nahm Kemmeter ein Lehramtsstudium in den Fächern Deutsch, Geschichte und Englisch an der Julius-Maximilians-Universität Würzburg auf. Er schloss das Studium mit seiner Dissertation in Germanistik ab, die Arbeit über die Schweinfurter Mundart erhielt das Prädikat Magna cum laude.
Das zweite Staatsexamen absolvierte Kemmeter im Jahr 1926 am Realgymnasium in Würzburg, dem heutigen Siebold-Gymnasium. Es folgten Stationen an der privaten Real- und Handelsschule, dem heutigen Gymnasium in Marktbreit und ab 1935 ein Posten als Studienrat an der Realschule Selb, dem heutigen Walter-Gropius-Gymnasium. 1937 wurde er nach Kitzingen versetzt, das dortige Gymnasium, das heutige Armin-Knab-Gymnasium blieb seine Wirkungsstätte bis zum Ruhestand. Kemmeter diente auch im Zweiten Weltkrieg und erlebte das Kriegsende in Gefangenschaft. In den folgenden Jahren absolvierte er eine Karriere im Schuldienst, die er 1962 als Oberstudienrat mit der Pensionierung beendete.
Bereits während seines Berufslebens engagierte sich Kemmeter in verschiedenen heimatkundlichen Gruppen, darunter dem Frankenbund. Er stieg in den 1950er Jahren zu einem der Mitarbeiter am Jahrbuch des Landkreises Kitzingen auf. Bereits 1959 ernannte die Stadt Kitzingen den Regionalhistoriker zu ihrem Stadtarchivar. In der Folgezeit erschienen mehrere Bücher, die die Geschichte Kitzingens zum Thema hatten. Kemmeter ordnete die Bestände des Archivs neu. Außerdem hielt Kemmeter eine Reihe von Vorträgen, die auch überregional Beachtung fanden. 
Im Jahr 1963 erhielt er von der Stadt zusätzlich noch den Titel eines Museumsleiters verliehen, der die Bestände des Städtischen Museums betreuen sollte. Im Jahr 1965 organisierte Kemmeter den Umzug des Stadtarchivs in den heutigen Standort in der Landwehrstraße. Im gleichen Jahr folgte auch der Umzug der Museumsbestände in den rechten Teil des gleichen Gebäudes. Ernst Kemmeter wurde für sein Engagement um die Kitzinger Geschichte von Oberbürgermeister Rudolf Schardt mit der silbernen Bürgermedaille der Stadt Kitzingen geehrt. Ernst Kemmeter starb am 4. Mai 1981 in Kitzingen.

## Werke (Auswahl)
Ernst Kemmeter verfasste seine Dissertation über ein germanistisches Thema, das eng mit seiner Geburtsstadt Schweinfurt verbunden war. Seit den 1960er Jahren trat er dann allerdings vor allem mit historischen Veröffentlichungen hervor. Im Fokus stand dabei die Stadt Kitzingen und ihre Geschichte. Aufsätze Kemmeters wurden im Jahrbuch für den Landkreis Kitzingen. Im Bannkreis des Schwanbergs ebenso veröffentlicht, wie im Mainfränkischen Jahrbuch, dem Organ des Schweinfurter Geschichtsvereins Mainlande und der Zeitschriftenreihe des Frankenbundes Frankenland. 
- Lautlehre der Mundart von Schweinfurt. Diss. Würzburg 1925.
- 1200 Jahre Geschichte der Stadt Kitzingen. In: Im Bannkreis des Schwanbergs 1968. Würzburg 1968. [Sonderdruck]
- mit Gerd Högner: Ein Gang durch die Geschichte der Stadt Kitzingen mit einer Zeittafel. Högner-Verlag, Kitzingen 1968.
- Kitzingen, Verlag Spardorf, Kitzingen 1974.
- Kitzingen im Jahre 1628. Zur Topographie der Stadt. In: Ingrid Bátori, Erdmann Weyrauch: Die bürgerliche Elite der Stadt Kitzingen. Studien zur Sozial- und Wirtschaftsgeschichte einer landesherrlichen Stadt im 16. Jahrhundert (= Spätmittelalter und Frühe Neuzeit. Tübinger Beiträge zur Geschichtsforschung Bd. 11). Klett-Cotta, Stuttgart 1982. S. 18–26.

## Mitgliedschaften und Auszeichnungen
- Mitglied des Historischen Vereins Schweinfurt e. V.
- 1955: Vorsitzender der Frankenbundgruppe Kitzingen, 1965 Großes Goldenes Bundesabzeichen und Ehrenvorsitzender
- 1961: Wahlmitglied der Gesellschaft für Fränkische Geschichte
- 1980: Bürgermedaille der Stadt Kitzingen in Silber[2]